# Geraldo Perdomo
Geraldo Rafael Perdomo (Santo Domingo, República Dominicana, 22 de octubre de 1999), más conocido como Geraldo Perdomo, es un jugador profesional dominicano de béisbol que se desempeña en la posición de campocorto en Arizona Diamondbacks, equipo de las Grandes Ligas de Béisbol (MLB).

## Carrera
En 2021, Perdomo hizo su debut en la MLB con el equipo Arizona Diamondbacks, donde lleva jugando cinco temporadas.